# Blanca Garrigues Francés
María Blanca Garrigues Francés (Carcaixent, 15 de febrer de 1978) és una advocada i política valenciana, diputada a les Corts Valencianes en la IX legislatura.
És filla d'Asunción Francés, qui havia estat presidenta de l'Associació d'Ames de Casa Tyrius. Llicenciada en dret, treballa com a advocada. Militant del PPCV, fou elegida regidora de benestar social i promoció econòmica de Carcaixent a les eleccions municipals espanyoles de 2007 i 2011.
El setembre de 2015 va substituir en el seu escó Alberto Fabra Part, elegit diputat a les eleccions a les Corts Valencianes de 2015 i que ha estat designat senador per les Corts Valencianes.